# Bisbat d'Eupen-Malmedy
El Bisbat d'Eupen-Malmedy és un antic bisbat de l'arxidiòcesi Mechelen-Brussel·les de Bèlgica que va existir de 1920 a 1925. L'únic bisbe en va ser Martin-Hubert Rutten, en una unió personal amb el bisbat de Lieja.
La seu n'era la ciutat de Malmedy. L'antiga església de l'abadia de Malmedy va ser promoguda catedral el 1921. Després de fusionar-se el bisbat amb el de Lieja el 1925, l'església va mantenir el seu estatut de catedral.